# 维莱讷莱普罗万
维莱讷莱普罗万（法語：Vulaines-lès-Provins，法語發音：[vylɛn lɛ pʁɔvɛ̃] ⓘ，意为“普罗万附近的维莱讷”）是法国塞纳-马恩省的一个市镇，属于普罗万区。

## 地理
维莱讷莱普罗万（48°33'37"N, 3°13'11"E）面积10.75 平方千米，位于法国法蘭西島大區塞纳-马恩省，该省份为法国北部内陆省份，北起瓦兹省，西接埃松省、马恩河谷省、塞纳-圣但尼省和瓦兹河谷省，南至卢瓦雷省，东南接约讷省，东临马恩省和奥布省，东北接埃纳省。
与维莱讷莱普罗万接壤的市镇（或旧市镇、城区）包括：莫尔特里、普瓦尼、普罗万、圣科隆布、圣卢德诺、舍努瓦斯-屈沙尔穆瓦。

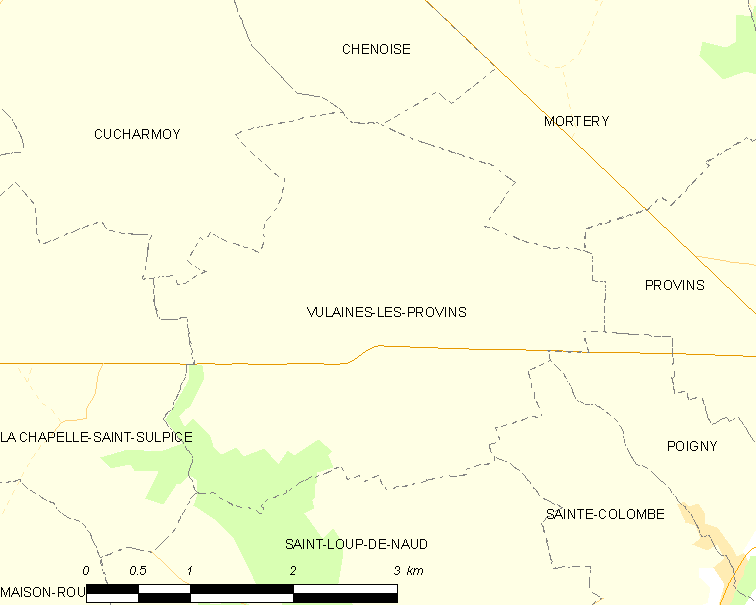
维莱讷莱普罗万的OSM定位图

维莱讷莱普罗万的时区为UTC+01:00、UTC+02:00（夏令时）。

## 行政
维莱讷莱普罗万的邮政编码为77160，INSEE市镇编码为77532。

## 政治
维莱讷莱普罗万所属的省级选区为普罗万县。

## 人口

1962-2008年间维莱讷莱普罗万人口变化图示

维莱讷莱普罗万于2022年1月1日时的人口数量为75人。